# Paulette Missambo
Paulette Missambo ou Moussavou-Missambo, née le 20 septembre 1949 à Lastoursville, est une femme politique gabonaise, présidente de l'Union nationale et plusieurs fois ministre.

## Biographie
Paulette Missambo est d'ethnie Aduma, une ethnie proche des Nzebi et des Teke.
Paulette Missambo commence ses études supérieures dans la section chimie-biologie-géologie de l'université nationale du Gabon, mais change de discipline ensuite et part en France en 1972 pour poursuivre ses études en linguistique à l'université Lille-III,. Elle y obtient un diplôme d'études approfondies (DÉA). Paulette Missambo intègre alors le corps enseignant de l'université Omar-Bongo de Libreville dans le département de lettres.
Elle est ensuite nommée proviseure de plusieurs lycées du pays, à Port-Gentil et à Libreville.
Paulette Missambo commence sa carrière politique en 1990 avec l'introduction du multipartisme à la suite de la Conférence nationale. Elle est rapporteure lors de la Conférence nationale.
Paulette Missambo rejoint le Parti démocratique gabonais (PDG) est enchaîne les postes ministériels : ministre de la Fonction publique de 1990 à 1991, ministre de l'Éducation nationale de 1991 à 1999, ministre de la Jeunesse, des Sports et des Affaires féminines de 1994 à 1999 (en parallèle avec sa fonction de ministre de l'Éducation nationale), ministre de l'Emploi de 1999 à 2004 et enfin, ministre de la Santé de 2004 à 2009. Dans le même temps, elle est élue à plusieurs reprises (1990, 1996, 2001, 2006) députée dans sa province natale de l'Ogooué-Lolo, dont elle devient une figure politique majeure.
En 2008, Paulette Missambo est candidate à la présidence du PDG mais n'est pas élue. Elle est toutefois vice-présidente du parti.
En 2009, Paulette Missambo démissionne du PDG, le parti dominant la scène politique gabonaise depuis l'indépendance,. Elle proteste ainsi contre l'élection présidentielle de 2009, considérée comme truquée au profit du candidat du PDG Ali Bongo. Elle proteste aussi contre le choix « héréditaire » d'Ali Bongo, fils du président Omar Bongo pour prendre la présidence du pays. Elle participe à la fondation de l'Union nationale, un parti d'opposition, avec André Mba Obame,. Après son départ du PDG, elle n'est plus élue dans l'Ogooué-Lolo.
Paulette Missambo est mariée à Casimir Oyé Mba (1942-2021), Premier ministre et deux fois candidat à l'élection présidentielle.
Lors de l'élection présidentielle de 2016, elle soutient la candidature de Jean Ping, dont elle est la directrice adjointe de campagne, face à Ali Bongo. Ce dernier est réélu dans une élection largement considérée comme frauduleuse,.
En 2021, elle est élue présidente de l'Union nationale face à Paul-Marie Gondjout, devenant la première femme gabonaise à diriger un parti politique. Elle succède à Zacharie Myboto,,.
En mai 2023, Paulette Missambo est investie candidate de l'Union nationale pour l'élection présidentielle de 2023. Toutefois, le collectif « Alternance 2023 », qui regroupe les principaux partis d'opposition, choisit de désigner un candidat unique, Albert Ondo Ossa, qui devient le principal candidat de l'opposition face à Ali Bongo. Paulette Missambo retire alors sa candidature.
Le président Bongo est renversé par un coup d'État en août 2023 peu après avoir été proclamé vainqueur de l'élection présidentielle. Les résultats sont contestés par l'opposition. Le nouveau chef de l'État est le général Brice Oligui Nguema. Ce dernier nomme Paulette Missambo présidente du Sénat.